# 薄紫の山脈
「薄紫の山脈」（うすむらさきのやまなみ）は日本の都道府県の一つ、島根県が制定した県民歌である。作詞・米山治、作曲・古関裕而。

## 解説
1951年（昭和26年）にサンフランシスコ講和条約締結を記念して歌詞の公募を実施し、県からの依頼で古関裕而が作曲を手掛け翌1952年（昭和27年）3月に制定された。制定意義は「中国山脈を背に日本海をのぞむ郷土の自然に託して、県の発展と県民の希望を明るく唄いあげたもの」とされている。
3番の歌詞では県の人口を「九十万」としているが、制定から60年以上が経過した2015年（平成27年）の国勢調査での県人口は70万人を下回っており、歌詞との間に大幅な乖離が生じている。そのため県議会では「歌詞を見直すべきではないか」との質問も行われている。これに対して、県では「歌詞の見直しが話題になることもあるが、九〇万の県民が一丸となって新しい島根を建設していた制定当時の気概を大切にしたい」と今後も制定時の歌詞を尊重する意向を公にしているが、歌唱に際しては3番を省略し1・2番のみを歌うことが多くなっている。

### 歌唱
制定時に日本コロムビアが製造した創唱盤は藤山一郎が歌唱しており、B面には採用曲と同時に準入選となった宮田隆作詞の「青い空なら」が入選作と同じ古関裕而の作曲により、岡本敦郎と安西愛子のデュエットで吹き込まれている。藤山の創唱は2021年（令和3年）9月29日発売の『古関裕而秘曲集 新民謡・ご当地ソング編』（COCP-41537〜41538）ディスク2のトラック22収録により、初めてCD音源化された（B面曲の「青い空なら」は未収録）。
島根県の公式サイトに掲載されている試聴用の音声・映像ファイルは1982年（昭和57年）のくにびき国体開催に合わせて立川清登が歌唱したカバーバージョンのシングルレコード（PRA-10709）で、B面には行進曲にアレンジしたインストゥルメンタル版が収録されている。県では曲の普及を図るため1999年（平成11年）にこのカバーを原盤とするシングルCDを希望者に配布したのを始め、2002年（平成14年）度からは県内の小学校1年生の全児童に、2015年（平成27年）度からは同じく中学校1年生の全生徒に県民歌を紹介するリーフレットを配布している。
2020年（令和2年）にはNHKの連続テレビ小説『エール』で作曲者の古関が主人公のモデルとして取り上げられたことを受け、松江市の芸能事務所・スタジオミューズが新作のミュージックビデオを公開した。